# Nikolaï Voznessenski
Pour les articles homonymes, voir Voznessenski.
Nikolaï Alekseïevitch Voznessenski (en russe : Никола́й Алексе́евич Вознесе́нский), né le 18 novembre 1903 (1er décembre dans le calendrier grégorien) à Toula et mort le 1er octobre 1950 à Leningrad (auj. Saint-Pétersbourg), est un économiste soviétique, chargé notamment de la planification économique de l'URSS.

## Biographie
Il doit sa carrière fulgurante à Andreï Jdanov, lui-même stalinien notoire.
Il est vice-premier ministre en mai 1940 à l'âge de 38 ans, chargé de la planification économique. Il est notamment connu pour avoir dirigé le Gosplan de 1938 à 1940 puis de 1942 à 1949. En 1941, il est membre suppléant du Politburo ; en 1947, il est nommé membre titulaire du Politburo. Il est alors à l'apogée de sa carrière.
Après la Seconde Guerre mondiale, son point de vue sur la reconstruction économique entre en conflit avec les visions de Staline. Le décès inattendu de son mentor et parrain politique, Andreï Jdanov, en août 1948, le laisse sans protection lorsqu'il est mis en cause dans l'Affaire de Léningrad. 
Faisant partie du « clan de Léningrad », il est incarcéré en octobre 1949, avant d'être, à la suite d'un procès inique et secret tenu le 30 septembre 1950, avec plusieurs dizaines autres dignitaires soviétiques, déclaré coupable de haute trahison, condamné à mort et exécuté le lendemain et enterré dans la fosse commune de Levachovo. Son sort est identique à son collègue et autre « poulain de Jdanov », le chef du parti à Leningrad, Alexeï Kouznetsov.
Il est réhabilité en 1956, dans le cadre de la déstalinisation.